# براق 70
صاروخ براق 70  صاروخ فلسطيني محلي الصنع من إنتاج سرايا القدس الجناح العسكري لحركة الجهاد الإسلامي في فلسطين.[بحاجة لمصدر]

## نبذة مختصرة
صاروخ أرض أرض يحاكي صاروخ فجر 5 يمكن تركيبه على منصة متحركة أو ثابتة تحت الأرض بشكل منفرد , يتم تزويده بعناصر فتاكة على شكل كرات معدنية لزيادة الاضرار.

## الظهور الأول
كشفت عنه سرايا القدس خلال معركة البنيان المرصوص التي استمرت 51 يوما عام 2014. وأطلق أول صاروخ منه اتجاه مدينة تل أبيب وسط فلسطين المحتلة في الـ 8 من يوليو 2014.

## المدى
يعتبر الصاروخ براق 70 من الصواريخ المتوسطة المدى حيث يصل مداه ما بين 70-85 كيلو متر.

## القوة التفجيرية
يرى الخبراء أن الفرق بين الصاروخ براق 70 وصاروخ الفجر 5 هو في القوة التدميرية للرأس المتفجرة، حيث تبلغ القوة التفجيرية لرأس صاروخ فجر 5 ما يقرب الـ 90 كيلو غرام، فيما تبلغ القوة التفجيرية لرأس صاروخ براق 70 ما يقرب الـ 70 كيلو غرام.